# 滝台
滝台（たきだい）は、千葉県船橋市の地名である。隣の滝台町（たきだいちょう）についても記述する。現行行政地名は滝台が滝台一丁目および滝台二丁目、滝台町は丁目の設定がない単独町名。郵便番号は滝台が274-0074、滝台町が274-0075。

## 地理・交通
滝台新田村が前身となり、比較的小さな町域である。江戸時代に上飯山満村の林友右衛門という人が開墾請負人となって開いた。この林友右衛門の家から見て小字滝の作の向こうの台地であるため、またこの地に倶利伽羅不動の滝（湧水）があり、昔から滝台と呼ばれたこともあって、「滝台」という地名になったといわれる。また、明治期まで北方に広大な飛地があった（現在の七林町と芝山の各一部）。本村の北部は畑、南部は田喜野井川が流れているため水田が主だった。国道296号線（成田街道・旧佐倉街道）が中心部を通っており、それを中心に栄え、小さな町域にもかかわらず二宮町の役場が置かれていた（現在は船橋市役所二宮出張所）。また、京成電鉄松戸線薬園台駅は駅名が「薬園台」にもかかわらず滝台にあったが、現在は踏切を挟んで反対側に移転し、薬円台にある。現在、薬園台駅・前原駅が近いことを利用し住宅が多い。

## 世帯数と人口
2017年（平成29年）11月1日現在の世帯数と人口は以下の通りである。

### 滝台
| 丁目       | 世帯数    | 人口    |
| ---------- | --------- | ------- |
| 滝台一丁目 | 483世帯   | 1,205人 |
| 滝台二丁目 | 551世帯   | 1,355人 |
| 計         | 1,034世帯 | 2,560人 |

### 滝台町
| 町丁   | 世帯数  | 人口  |
| ------ | ------- | ----- |
| 滝台町 | 384世帯 | 786人 |

## 小・中学校の学区
市立小・中学校に通う場合、学区は以下の通りとなる。
| 丁目・町丁 | 番地    | 小学校               | 中学校             |
| ---------- | ------- | -------------------- | ------------------ |
| 滝台一丁目 | 全域    | 船橋市立二宮小学校   | 船橋市立二宮中学校 |
| 滝台二丁目 | 1～6番  | 船橋市立二宮小学校   | 船橋市立二宮中学校 |
| 滝台二丁目 | 7～16番 | 船橋市立飯山満小学校 | 船橋市立二宮中学校 |
| 滝台町     | 全域    | 船橋市立飯山満小学校 | 船橋市立二宮中学校 |

### 施設
- 船橋市立二宮中学校（1丁目）
- JAいちかわ二宮支店（1丁目）
- 船橋市役所二宮出張所（1丁目）
- 船橋アーチェリーレンジ（1丁目）
- 東福寺滝台阿弥陀堂（2丁目）

## 滝台町について
戦後は二宮と滝台の境界付近だった。

### 施設
- 八幡神社
- 下総病院